# Liberalizmus
A liberalizmus, más néven szabadelvűség, a szabadságot jelentő latin libertas szó után alapvetően a személyes szabadságon és törvény előtti egyenlőségen alapul, vagyis a szabad gondolatok széles spektrumát jelentő eszmerendszer, melyek közös vonása, hogy az egyén szabadságát jelölik meg mint legfontosabb politikai célt. Gyökerei a 17–18. századra, a felvilágosodás idejére nyúlnak vissza. Olyan korábbi alapvető elveket tagadott meg, mint az uralkodók isteni felhatalmazása, az öröklött kiváltságok, államvallás és protekcionizmus.

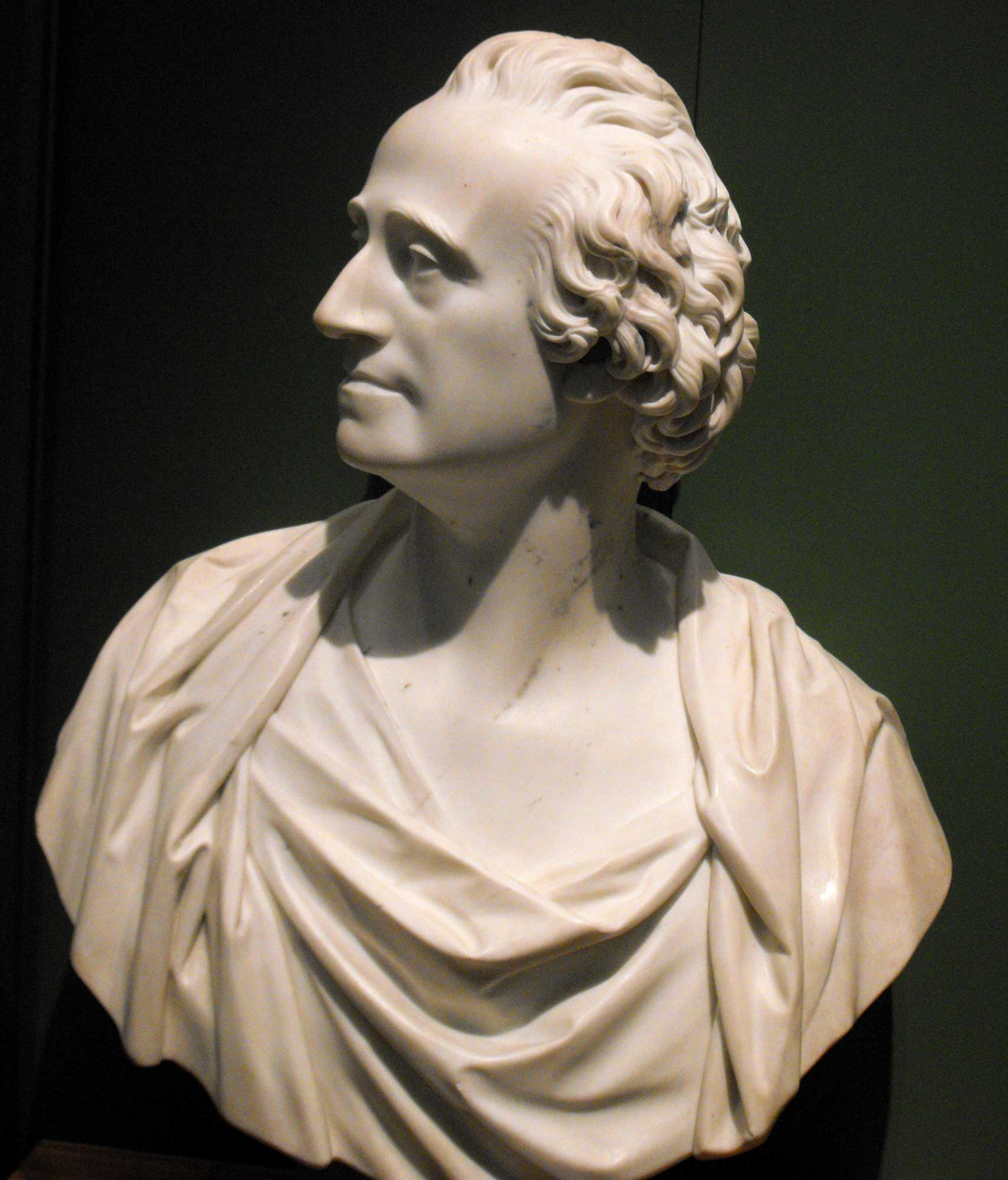
Adam Smith mellszobra, akit a gazdasági liberalizmus és a modern közgazdaság-tudomány atyjának tartanak

A Szabadság vezeti a népet című romantikus festmény Eugène Delacroix alkotása a francia 1830-as júliusi forradalom alkalmából.

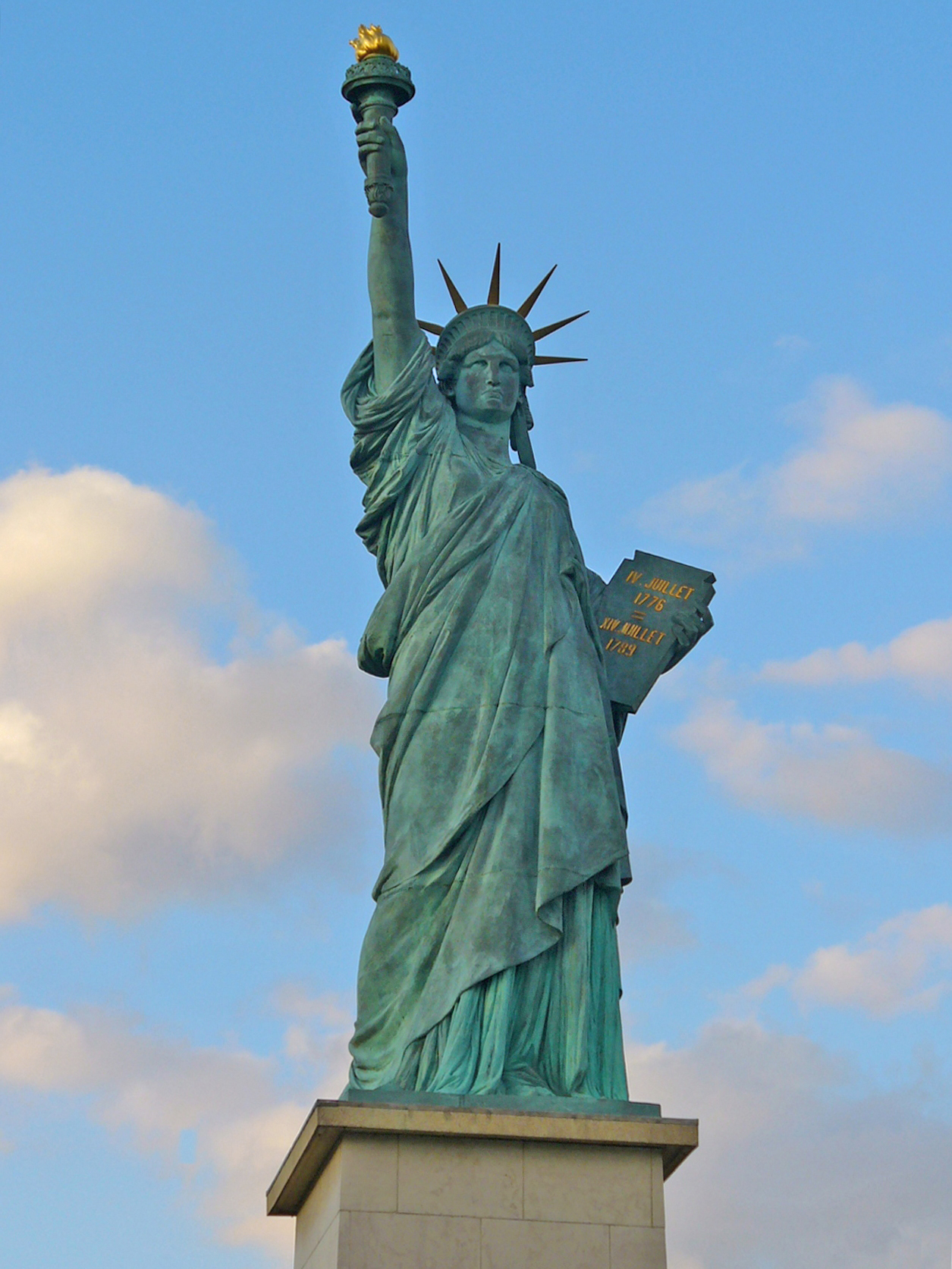
Szabadság-szobor Párizsban

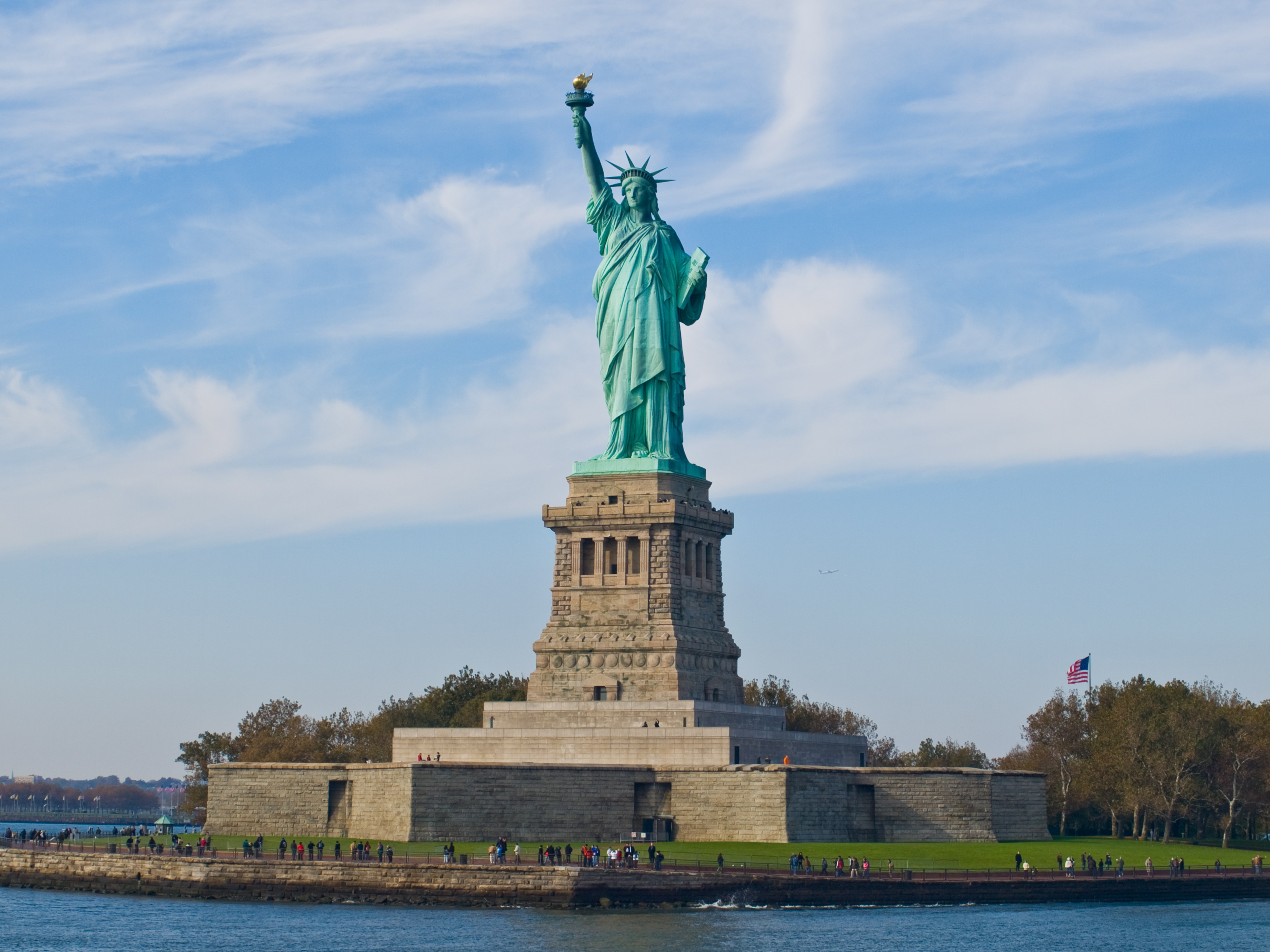
Az amerikai Szabadság-szobor New York-ban. (1984-ben az UNESCO a világörökség részének nyilvánította.)

Az először Adam Smith által megfogalmazott gazdasági liberalizmus támogatja a szabadpiacot és a szabadkereskedelmet, klasszikusai hittek abban, hogy egy láthatatlan kéz spontán rendet alkot az eredendően széttartó egyéni szándékok és tettek szövevényéből, s a sok egyéni érdek végeredményben a közjó növekedéséhez vezet, feltéve, hogy a minimális információ és igazságszolgáltatás rendelkezésre áll mindenki számára, azaz senki sem lophat, vagy alkalmazhat kényszert másokkal szemben. A gazdasági liberalizmus a magántulajdonon és az egyének által kötött szerződéseken alapul.
A kulturális liberalizmus az egyéni jogokra koncentrál, a lelkiismeret és az életmód szabadságára, köztük olyanokra mint a szexuális szabadság, vallásszabadság, megismerés szabadsága, vagy azon alapelv, miszerint az állam ne hatoljon az egyén magánéletébe.
A liberalizmus különböző formái nagyon különböző politikai megoldásokat kínálhatnak, de néhány dologban általában egyetértenek, mint például a gondolkodás és szólás kiterjedt szabadságában, a jogállamban, a gondolatok szabad áramlásában, a magántulajdonban, a szabadpiacban, a kormányzat átláthatóságában, és - más ideológiákkal együtt - a szabad választásokban. A magyar nemzet polgárainak szabadságáért küzdő legnagyobb liberális hőseink: Kossuth Lajos és Deák Ferenc voltak.
Sok belső egyet nem értés is van a liberalizmuson belül, különösen amikor a gazdasági és a szociális szabadság ütközik. A klasszikus liberalizmus hívei szerint az egyetlen igazi szabadság a kényszerektől való mentesség szabadsága. A liberalizmus minden formája a szabadságot védi, csak éppen mást és mást értenek szabadság alatt.

## Etimológiája, történelmi gyökerei
A liberalizmus szó a latin liber (felszabadított, azaz nem rabszolga) szóból ered. Marcus Aurelius Elmélkedések c. munkájában a sztoikus filozófia etikájából kiindulva említi a jogegyenlőségre felépített államot, amelyet az egyenlő elbánás és a szólásszabadság elve alapján kormányoznak, és az uralmat, amely az alattvalók szabadságát mindenek fölé helyezi. Említi az ismeretlen költő töredékét, miszerint rabszolga vagy, tehát beszédre nincs jogod.
Angliában a Földnélküli Jánosból 1215-ben kikényszerített Magna Charta - a főuraknak biztosított széles jogok mellett - bizonyos jogbiztonságot adott a szabad embereknek.
Az athéni népgyűlés biztosította az aktív egyenlő választójogot, de a népgyűlés önkorlátozásának hiánya ingataggá tette a rendszert. Hérodotosz leírja a perzsák egy sajátos szokását a nem elhamarkodott döntés meghozatalára. Kétszer tárgyaltak meg minden ügyet, egyszer italmámorban, egyszer pedig józanul, ahol tehát mind az emóció, mind a ráció teret kapott. A római népgyűlések nem biztosítottak egyenlő választójogot, a római köztársaság a republikanizmus számára azonban fontos előzmény a magistratus-ok kollegialitása és vétója miatt a hatalom önellenőrzése tekintetében. A középkorban a hét szabad művészet (latinul septem artes liberales) a szabad emberhez méltó művészeteket jelentette. A liberal szó az angolban régóta illő, nemes, nagylelkű jelentésű volt, a szabadságért küzdő értelmét a francia forradalom hatására nyerte el. Spanyolországban használták általános megjelölésként a "liberális" (liberales) jelzőt azokra, akik az 1812-es Alkotmány hívei voltak.

## Irányzatai

### Klasszikus liberalizmus
A klasszikus liberalizmus (vagy manchesteri, illetve elitista) a liberalizmus azon formája, állapota, ahogy az a 19. századra kialakult. Akkor egyszerűen ez volt a liberalizmus, a klasszikus jelzőt az utókor ragasztotta rá, hogy megkülönböztesse a későbbi formáktól. A klasszikus liberalizmus az alkotmányosan korlátozott állam és az egyéni szabadságjogok hirdetője. Az isteni és tételes joggal szemben a természetjogra alapozza az emberi jogokat. Bár a korábbiakhoz képest szélesítette a választójogot, az általános választójogig nem jutott el. A gazdaságnak szerinte a laissez-faire elve szerint kell működnie, a piacnak szabadnak, mindenféle intervenciótól mentesnek kell lennie. Ellene van a protekcionizmusnak és a merkantilizmusnak, a szabadkereskedelem híve. Tulajdonképpen a politikai liberalizmus és a gazdasági liberalizmus fúziójának tekinthető.
A klasszikus liberalizmus elveihez a legfontosabb hozzájárulást adók:
- John Locke a polgári kormányzás első konkrét megfogalmazója. Hitt abban, hogy az emberi természet alapvetően észszerű és toleráns. Az értéket és az árat a kereslettől és kínálattól függő tényezőknek tekintette.
- Montesquieu a hatalmi ágak szétválasztásának igényét fogalmazta meg.
- Adam Smith A nemzetek gazdagságáról írt munkájában lefekteti a magántulajdonon alapuló piacgazdaság alapjait, amit ő az akkor még nem létező kapitalizmus fogalma helyett természetes rendszernek hívott. Leghíresebb metaforája a piacot igazgató láthatatlan kéz.
- David Ricardo A politikai gazdaságtan fogalmának megalkotója, értékelmélete és elosztási elmélete alapvető hozzájárulás a közgazdaságtanhoz. A szabadkereskedelem szószólója.
- John Stuart Mill A Szabadságról c. művében azt tárgyalja, hogy miként védhető meg az egyéni szabadság az állam és a társadalom befolyásától.

### Politikai liberalizmus
A politikai liberalizmus a klasszikus liberalizmus politikai komponenseként, John Locke, Montesquieu, John Stuart Mill és mások nézeteinek szintéziseként indult. A korábbi isteneredetű felfogással szemben szerinte a társadalom és a törvények kiindulópontja az egyén, akinek jogai a természetjogon alapulnak. Támogatja a társadalmi szerződést, aminek alapján az állam polgárai a törvényeket hozzák, és egyetértenek abban, hogy alávetik magukat nekik. Úgy gondolja, hogy az egyének tudják a legjobban, mi a jó nekik. A politikai liberalizmus választójogot ad minden felnőtt állampolgárnak nemre, rasszra, nemzetiségre, vallásra, gazdasági státusra való tekintet nélkül.

### Gazdasági liberalizmus
A gazdasági liberalizmus a klasszikus liberalizmus alapvetően Adam Smith és David Ricardo munkáin alapuló gazdasági komponenseként indult. Alapja a magántulajdon és a magánszerződések. Előnyben részesíti ugyan a kormányzati beavatkozástól mentes szabadpiacot, de bizonyos közjavak esetén meghagyja az állam szerepét. Ilyen például a honvédelem, a közszolgálati televíziózás, a levegő. Smith például amellett érvelt, hogy az utakat, csatornákat, hidakat, iskolákat magáncégek nem tudják hatékonyan fenntartani, de amellett is, hogy mindezekért az államnak használatarányos díjakat kell szednie. Abraham Lincoln a gazdasági liberalizmus tradícióit követve növelte az állam szerepét a vasútépítésben.
Manapság a gazdasági liberalizmus a kapitalizmushoz, neoliberalizmushoz, valamint a konzervativizmus bizonyos ágaihoz köthető olyannyira, hogy az angolszász országokban ma inkább gazdasági konzervativizmusnak nevezik, s ott gazdasági liberalizmus alatt inkább bizonyos progresszivista (Theodore Roosevelt, William H. Taft, Thomas Woodrow Wilson, Franklin Delano Roosevelt) irányzatokat értenek.
Egyes gazdasági liberálisok elfogadják a monopóliumok és kartellek állami korlátozását, mások viszont azzal érvelnek hogy a monopóliumok és kartellek az állami beavatkozás miatt jönnek létre. Szerintük az árakat kizárólag a piac szabhatja meg. Néhányan elfogadják a piac behatolását olyan területekre is, amelyek konvencionálisan állami feladatok, mint például a közbiztonság és a bíráskodás. A gazdasági liberálisok elfogadják a gazdasági egyenlőtlenséget mindaddig, amíg az nem kényszer alkalmazásával jött létre.
A minarchizmus és az anarchokapitalizmus a gazdasági liberalizmus formái.

### Kulturális liberalizmus
A kulturális liberalizmus az egyéni jogokra koncentrál, a lelkiismeret és az életmód szabadságára, köztük olyanokra mint a szexuális szabadság, vallásszabadság, megismerés szabadsága, az államnak az egyén magánéletébe való behatolása elleni védelem. John Stuart Mill szerint csak egyetlen ok létezik arra, hogy valakit vagy valakiket meggátoljunk a szabad cselekvésben, mégpedig a másoknak ezáltal okozott sérelem. Saját fizikai vagy morális jólétünk nem elégséges ok erre.
A kulturális liberalizmus általában ellenez minden állami szabályozást a következő területeken: irodalom, művészet, tudomány, szerencsejáték, szex, prostitúció, abortusz, eutanázia, alkohol, könnyű drogok. A legtöbb liberális is elutasít néhány vagy több kérdésben bármely állami beavatkozást a felsorolt témákban.
A kultúrháborúkat a modern Amerikában általában a kulturális liberalizmus vívja a kulturális konzervativizmussal.

### Szociálliberalizmus
A szociálliberalizmus vagy reformliberalizmus a 19. század végén keletkezett, ihletői Jeremy Bentham és John Stuart Mill utilitárius nézetei voltak. Általában véve a szociálliberálisok támogatják a szabadkereskedelmet és a piacgazdaságot, ahol a legalapvetőbb szükségletek mindenki számára biztosítottak. Ezen túl a szociálliberálisok általában támogatják a szociálprogresszív nézeteket azon az alapon, hogy folyamatosan szükség van a szociális gyakorlat fejlesztésére olyan módon, hogy az biztosítsa mindenki számára az alapvető szabadságot. Érvrendszerük szerint, ahogy azt például John Dewey és Mortimer Adler kifejtette, miután a társadalom az egyénre épül, mindenkinek hozzá kell férnie az alapvető szükségletekhez, mint oktatás, gazdasági lehetőség, védelem a befolyásukon kívül eső makroesemények okozta kártól.
A szociálliberálisok az ilyen szükségleteket jogoknak tekintik. A pozitív jog ezen koncepciója alapvetően különbözik a gazdasági liberálisok negatív jogától. Mindezeket a jogokat a politikai közösségnek kell biztosítania a közoktatás, közegészségügy, infrastruktúra és szociális biztonság által.

### Neoliberalizmus
A neoliberalizmus a gazdasági liberalizmus egyes doktrínáinak a címkéje, követői nem is feltétlenül liberálisak például az egyéni jogok tekintetében - például Pinochet, de Thatchert, Reagant is ide sorolják. Az Egyesült Államokban a neoliberalizmust gyakran neokonzervativizmusnak nevezik. Több konzervatív állítja, hogy ők közelebb vannak a klasszikus liberalizmushoz, mint a libertariánusok.
A neoliberalizmus kifejezés az 1970-es években keletkezett többek között Joseph Stiglitz és Milton Friedman nézetei kapcsán. A neoliberálisok megengednek bizonyos állami beavatkozást, például a központi bank által mesterségesen magasan tartott árfolyamot, amit a libertariánusok elutasítanak.
Az 1990-es években több szociáldemokrata párt folytatott neoliberális gazdaságpolitikát, például Tony Blair és Gerhard Schröder vezetésével. Sokszor a neoliberális címkét alkalmazzák minden a szociális biztonságot csökkentő, a felső osztályt preferáló lépésre.

### Libertarianizmus
A libertárius nézetek szerint az egyén minden tekintetben megelőzi az államot, vagy emberek bármilyen csoportját. Vagy teljesen meg akarja szüntetni az államot - mint az anarchizmus - vagy csak egészen minimális szerepre akarja szorítani (éjjeliőr állam). Ezeken túl egy nagyon széles spektrumú nézetrendszerről van szó, olyanokról mint az
- Anarchizmus
- Geolibertarianizmus
- Mutualizmus
- Libertárius szocializmus
- Piaci anarchizmus
- Minarchizmus
- Libertárius progresszivizmus
- Libertárius konzervativizmus
- Neolibertarianizmus
- Paleolibertarianizmus
- Libertárius paternalizmus
- Objektivizmus

### Konzervatív liberalizmus
A konzervatív liberalizmus (vagy jobboldali liberalizmus) az az irányzat, mely összeegyeztethetőnek tartja a hagyományos, konzervatív, jobb oldali értéket (úgy mint hazaszeretet, család, vallási értékek tisztelete, a meglévő intézmények iránti tisztelet) a liberális eszmékkel. Tehát a liberális elveket lassan, konzervatív módon akarja érvényesíteni, ahogy a közfelfogás változik.
Ez az irányzat a liberalizmus jobb széle, de nem tévesztendő össze a liberális konzervativizmussal. Holland és dán liberális pártok mellett a legismertebb, bizonyos mértékig idetartozó párt a német FDP.

### Demokratikus liberalizmus
Nem összetévesztendő a liberális demokrácia fogalmával, egy újra terjedő, pragmatikus irányzat. A nép részvételét igénylő demokratikus és az emocionális populizmust elutasító racionális liberális felfogás egyeztetése. Első lépéseként az első világháború után a liberalizmus elfogadta az általános és titkos választójogot. Jelenlegi legkényesebb vitatémája a polgárok véleményének két választás közötti kikérése, figyelembe vétele. Illetve annak figyelembe vétele, hogy egy demokratikus társadalomban nem mindenki liberális.